# Lysilinga parkeri
Lysilinga parkeri är en tvåvingeart som beskrevs av Webb 2006. Lysilinga parkeri ingår i släktet Lysilinga och familjen stilettflugor. Inga underarter finns listade i Catalogue of Life.